# Disperse Blue 106
Disperse Blue 106 ist ein Monoazofarbstoff aus der Gruppe der Dispersionsfarbstoffe. Die Herstellung des Farbstoffs mit einer heterocyclischen Diazokomponente wurde 1951 durch Eastman Kodak patentiert.

## Darstellung
Disperse Blue 106 wird durch Diazotierung von 2-Amino-5-nitrothiazol mit Nitrosylschwefelsäure und Kupplung des Diazoniumsalzes auf 2-[Ethyl(3-methylphenyl)amino]ethanol  in Gegenwart von Natriumacetat hergestellt.

## Verwendung
Disperse Blue 106 wird im Textilbereich zum Färben von Kunstfasern wie beispielsweise Celluloseacetat eingesetzt. Der Farbstoff ist als allergisierend eingestuft. Das Bundesinstitut für Risikobewertung (BfR) hat mit der Stellungnahme Nr. 041/2012 die Empfehlung ausgesprochen, Disperse Blue 106 nicht mehr zu verwenden.

## Regulierung
Die Verwendung von Disperse Blue 106 ist in Deutschland seit 1. Mai 2009 über die Tätowiermittel-Verordnung als Permanent Make-up bzw. Tätowierfarbe verboten. In der EU wurde die Verwendung ab 5. Januar 2022 auf 0,1 % (1000 mg/kg)  für ebendiese Verwendung begrenzt.

## Trivial
Gelöstes Disperse Blue 124 wandelt sich in Disperse Blue 106 um.

## Externe Links zu erwähnten Verbindungen
1. ↑  Externe Identifikatoren von bzw. Datenbank-Links zu 2-[Ethyl(3-methylphenyl)amino]ethanol:  CAS-Nr.: 91-88-3, EG-Nr.: 202-105-9, ECHA-InfoCard: 100.001.915, GESTIS: 21330, PubChem: 7067, ChemSpider: 6800, Wikidata: Q27252164.